# Аван с тучком
Аван с тучком је део лабораторијског прибора који се користи за ситњење и мешање супстанци. Аван је посуда у којој се врши ситњење и мешање, а тучак је тежи штап који се користи за ситњење и мешање. Лабораторијски аван с тучком се производи од материјала који су довољно јаки да се не сломе приликом ситњења, као што су порцелан или ахат. Супстанца се ситни између авана и тучка.

## Историја
Аван с тучком се користио од римских времена. Римски песник Јувенал је помињао аван с тучком приликом припреме лекова као апотекарски симбол. Порекло авана с тучком је добро документовано у старој литератури, као што је египатски Еберсов Папирус из 1550. п. н. е. (најстарији сачуван медицински документ) и Стари Завет.

## Употреба у медицини
Аван с тучком се традиционално користи у апотекама за ситњење и мешање састојака приликом припремања лекова према рецепту. Аван с тучком је један од симбола фармације и медицине, заједно са другим симболима, као што су штап са змијом или зелени крст. За употребу у фармацији, аван и врх тучка се обично израђују од порцелана, а дршка тучка од дрвета. У медицини, аван с тучком се користи и за уситњавање лекова пре употребе.

## Употреба у домаћинству
Аван са тучком се користи у домаћинству, пре свега за ситњење жита за кување или зачина као што је бибер или бели лук.  Аван за домаћинство се правио од месинга или дрвета. Аван се данас готово више не користи у домаћинству јер постоје далеко ефикаснији млинови и сецкалице.